# 31区
在《星艦奇航記》的虚构宇宙中，31区（Section 31）是一个不被官方承认的情报与防卫组织，类似于秘密警察组织。这个组织在《星际旅行：进取号》的第8集、《星际旅行：深空九号》、《星際爭霸戰：發現號第二季》第3集中出现或提到。
31区的引入在星际旅行迷中产生了争论，一部分人认为它背离了创造者吉恩·罗登伯里的理想。

## 概览
31区独立存在于星际舰队情报局的影响外，应付着对地球以及后来的星际联邦的威胁。 它的运作权力来自星际舰队宪章的一项规定——14条31节，这也是它名称“Section 31”的起源——这项规定允许在面临非常威胁的时刻“绕过规则”（bending the rules）。
31区通常被与外星的类似组织相比较，如罗慕伦的塔煞（Tal Shiar）与卡达西的黑曜石组织（Obsidian Order）。但是，与这些组织不同的是，31区并不为执行政府政策和惩罚叛徒而存在，而更专注于防卫联邦外的威胁。与塔煞和黑曜石的另一个不同是，罗慕伦和卡达西的平民们都非常惧怕这两个组织；但联邦的公民们从来就不知道31区的存在，而更不会遇到它。
在电视剧和电影构成的正史中，有关31区的历史几乎未被提及。不过，《星际旅行》的衍生作品中详细叙述了31区的运作。口袋书店（Pocket Books）出版了一套四部的系列小说，描写了31区的运作与詹姆斯·T·柯克、让吕克·皮卡尔、深空九號以及联邦星舰航海家号任务的联系。这些小说明确地将31区，与卡特赖特五星上将在《星际旅行VI：未来之城》和马修·多尔蒂中将在《星际旅行IX：起义》中的行为，联系了起来。31区在《进取号》的小说《The Good That Men Do》中也占有较大的比重。其中，崔普·塔克在被认为“死亡”后加入了该组织。

## 已知的31区间谍
- 卢瑟·斯隆（威廉·萨德勒饰）－《星际旅行：深空九号》
- 哈里斯（埃里克·皮尔波因特饰）－《星际旅行：进取号》
- 马尔科姆·里德（多米尼克·基廷饰）－《星际旅行：进取号》
- 镜像菲利帕·乔久（杨紫琼饰）-《星际迷航：发现号》
- 仅小说：
  - 查尔斯·塔克三世（《星际旅行：进取号》；《The Good That Men Do》小说）
  - 卡特赖特将军（《星际旅行VI：未来之城》；《Section 31: Cloak》小说）
  - 多尔蒂将军（《星际旅行IX：起义》；《Section 31: Abyss》小说）

## 出现
《星际旅行：深空九号》
- “Inquisition”
- “Inter Arma Enim Silent Leges”
- “When It Rains...”
- “Tacking Into the Wind”
- “Extreme Measures”

《星际旅行：进取号》
尽管《进取号》的拍攝晚於《深空九号》，但在年代上以下的各集要远早于《深空九号》中的各集。
- “苦恼”
- “越轨”
- “盛世地球”

《星際爭霸戰：發現號》
由于第一季的克林贡战争，导致星舰舰队十分依赖决策人工智能“管控”，但“管控”因此进化出恶性意识，逐渐杀害31区决策高层和人员，并通过决策机制控制了星舰舰队及直接操控31区舰队，试图获得发现号发现的有机星球所有生命数据来完成全面进化。在通过红色天使传达给史波克的未来中，“管控”消灭了所有生命文明，发现号也试图阻止该未来的发生。后来证实为真正的红色天使本尊麦珂，带着发现号，通过时间结晶个人空间跃迁装甲产生的时间黑洞，将发现号和有机星球的数据一起带到更遥远的未知未来，来消除“管控”毁灭生命的未来，而镜像宇宙的菲莉帕也成功手刃了侵占利兰身体的“管控”。